# دايفيد رودريغيز
دايفيد رودريغيز (بالإسبانية: David Rodríguez Barrera)‏ (27 يناير 1989 لاس بالماس دي غران كناريا إسبانيا - ) هو لاعب كرة قدم إسباني يلعب كمدافع.

## روابط خارجية
- دايفيد رودريغيز على موقع قاعدة بيانات كرة القدم.إي يو (الإنجليزية)
- دايفيد رودريغيز على موقع Soccerbase.com (لاعب) (الإنجليزية)
- دايفيد رودريغيز على موقع Soccerway.com (الإنجليزية)
- دايفيد رودريغيز على موقع AS.com (الإسبانية)